# Stalingrad (jeu vidéo, 1988)
Pour les articles homonymes, voir Stalingrad (homonymie).
Pour le jeu vidéo de 2005, voir Stalingrad (jeu vidéo, 2005).
Stalingrad est un jeu vidéo de type wargame créé par Ken Wright et publié par Cases Computer Simulations en 1988 sur ZX Spectrum. Le jeu se déroule pendant la Seconde Guerre mondiale et simule l’affrontement entre la Wehrmacht et l’Armée rouge sur le front de l’Est jusqu’à la bataille de Stalingrad. Son système de jeu est dans la lignée des précédents titres développé par Ken Wright, incluant Overlord (1988). Comme ce dernier, le jeu se déroule au tour par tour. A chaque tour, le joueur donne des ordres à ses unités, qui sont ensuite exécuté simultanément par l’ordinateur avant que celui-ci joue son tour. Le jeu se termine lorsque l’efficacité d’une des deux armées est réduite à 40 %, lorsque les Allemands occupent Stalingrad, Stavropol et Saratov ou lorsque les Russes prennent Kharkov et Dnepropetrovsk.

## Accueil
| Yankee        |      |         |
| Média         | Pays | Notes   |
| ACE           | GB   | 76.5 %< |
| Crash         | GB   | 90 %    |
| Sinclair User | GB   | 70 %    |
| Your Sinclair | GB   | 6/10    |